# رویه مینیمال

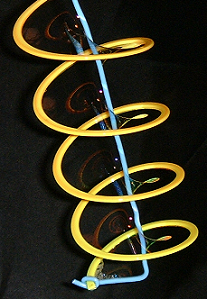
یک رویه مینیمال از نوع پیچوار (helicoid) که توسط لایه نازک صابونی حاصل از قاب مارپیچی ایجاد شده‌است.

در ریاضیات، رویه مینیمال (به انگلیسی: Minimal Surface)، رویه‌ای است که به‌طور موضعی مساحت خود را کمینه می‌کند. این تعریف معادل است با داشتن انحنای میانگین صفر.
اصطلاح «رویه کمینه» به این دلیل استفاده شده‌است که این مفهوم در اصل از مینیمم‌سازی مساحت کلی رویه نسبت به یک سری قیود نشأت گرفته‌است. مدل‌های فیزیکی از رویه‌های مینیمم-کننده مساحت را می‌توان با فروبردن یک قاب سیمی در محلول صابونی ایجاد کرد، با این کار فیلمی (لایه نازکی) از صابون تشکیل می‌شود که رویه مینیمالی است که مرز آن قاب سیمی است. با این حال، این اصطلاح را برای رویه‌های مینیمال کلی‌تر خود-متقاطع یا بدون قیود نیز به کار می‌برند. برای یک سری قیود دلخواه، ممکن است چندین رویه مینیمال با مساحت‌های متفاوت نیز وجود داشته باشند (به عنوان مثال، مقاله رویه مینیمال حاصل از دوران را ببینید): تعاریف استاندارد، تنها با بهینگی‌های موضعی مربوط می‌شوند، نه بهینگی‌های سرتاسری.